# Дідур Володимир Аксентійович
Дідур Володимир Аксентійович — доктор технічних наук, професор,  член Академії наук Вищої школи України та Міжнародної академії аграрної освіти, завідувач кафедри «Технічний сервіс в АПК» Таврійського державного агротехнологічного університету імені Дмитра Моторного

## Біографія
Володимир Аксентійович Дідур народився 7 вересня 1943 року в селі Очеретня, Кривоозерського району, Миколаївської області. Свою трудову діяльність розпочав одразу після закінчення середньоосвітньої школи механізатором колгоспу.
В 1961-1966 р.р. навчався в Мелітопольському інституті механізації сільського господарства.
З 1966 року працював на посадах асистента, старшого викладача, далі доцента, професора, завідувача кафедри, проректора з наукової роботи агротехнологічної академії.
У 1972 році Володимир Аксентійович захистив дисертацію і отримав вчене звання кандидат технічних наук, а в 1990 році – докторську дисертацію.
Сфера наукових досліджень Дідура В. А. — надійність сільськогосподарських гідроприводів та енергоресурсозбереження в технологічних процесах АПК України. Довгий час Володимир Аксентійович забезпечував наукове і організаційне керівництво міжнародної науково-виробничої системи «Ремгідропривод», що об'єднувала науковців та всі відомі спеціалізовані заводи та науково-виробничі фірми 8 держав, які були задіяні в ремонті гідроагрегатів.
З 1997 до 2002 року В. А. Дідур працював директором Запорізького науково-дослідного центру і за сумісництвом завідувачем кафедри Таврійської державної агротехнічної академії.
В 2002 році Володимир Аксентійович очолив кафедру Гідравліки та теплотехніки. Він був членом спеціалізованої наукової ради із захисту дисертації ТДАТУ та ЛНАУ,  членом Академії наук Вищої школи України та Міжнародної академії аграрної освіти (м. Москва), президентом Українського відділення МААО.
Доктор технічних наук, професор Дідур В. А. був керівником наукової школи «Ресурсозбереження в технологічних процесах АПК». Разом зі своїми послідовниками він мав значні досягнення в напрямку розробки гідроприводів сільськогосподарської техніки, технологічних та технічних основ впровадження нетрадиційних джерел енергії, очищення паливно-мастильних матеріалів. За останні роки школа досягла значних здобутків в галузі використання відновлювальних джерел із рослинної сировини для виробництва біопалива для мобільної енергетики. Науковцями було розроблено принципово нову технологію та технологічне обладнання для переробки рицини на касторову олію і кормову макуху. Вперше була обґрунтована можливість використання касторової олії для виробництва біодизеля та вивчення його хіммотологічних властивостей.

## Нагороди
- Почесна Грамота Міністерства вищої освіти України (1982 р.);
- Нагрудний знак «За наукові досягнення» (2001 р.);
- Трудова відзнака «Знак Пошани» (2003 р.);
- Подяка Міністерства освіти і науки України (2008 р.);
- Знак «Відмінник аграрної освіти та науки» ІІІ ступеню Міністерства аграрної політики України (2008 р.);
- Знак «Відмінник аграрної освіти та науки» ІІ ступеню Міністерства аграрної політики України (2009 р.);
- Орден «За заслуги перед Запорізьким краєм» III ступеня (2013 р.)
- Почесна грамота Кабінету Міністрів України (2017 р.)
- Почесна грамота Чернігівської обласної ради (2018 р.)[2]
- Подяка від Аграрної партії України (2018 р.)

Ім'я Дідура В. А. ввійшло до книги «Золотий фонд нації. Українці: творчість, інновації, інвестиції» (2019 р.).

### Публікації
- Гидроника и её использованиев энергетике АПК : учебное пос. / В. А. Дидур, Л. И. Грачева, Н. Н. Радул, А. Н. Орел; под общ. ред. В. А. Дидура. — Москва : МГАУ, 2008. — 395 с.

- Гідравліка : навч. посібник / За ред.: В. І. Дуганця, І. М. Бендери, В. А. Дідура; Подільський державний аграрно-технічний університет, ТДАТУ. — Кам'янець-Подільський : Сисин О. В. : Абетка, 2013. — 572 с.

- Гідравліка та її використання в агропромисловому комплексі : підручник / В. А. Дідур [та ін.]; за ред. В. А. Дідура. — Київ : Аграрна освіта, 2008. — 577 с.

- Гідравліка, сільськогосподарське водопостачання та гідропневмопривод : навч. посібник / В. А. Дідур [та ін.]; за ред. В. А. Дідура. — Запоріжжя, 2005. — 464 с.

- Дідур В. А. Теплотехніка, теплопостачання і використання теплоти в сільському господарстві : навч. посібник / В. А. Дідур, М. І. Стручаєв; за ред. В. А. Дідура. — Київ : Аграрна освіта, 2008. — 233 с.

- Дидур В. А. Гидроаэромеханика и ее использование в энергетике АПК : учеб.пособие для сельскохозяйственных вузов / В. А. Дидур, Л. И. Грачева, Н. Н. Радул, А. Н. Орел. — Москва, 2008. — 391 с.

- Дидур В. А. Исследование некоторых путей повышений ресурса распределителей тракторных гидросистем при ремонте : автореферат дис. … канд. техн. наук: 05.412 / В. А. Дидур; ЦНИИМЭСХ. — Минск, 1972. — 22 с.

- Дидур В. А. Методологические принципы повышения надежности силовых сельскохозяйственных гидроприводов путем совершенствования их функциональных параметров и технической эксплуатации : автореферат дис. … д. т. н.: 05.20.03 / В. А. Дидур; ЦНИИМЭСХ. — Минск, 1989. — 47 с.

- Кюрчев В. М. Альтернативне паливо для енергетики АПК : навчальний пос. / В. М. Кюрчев, В. А. Дідур, Л. І. Грачова; за ред. В. А. Дідура. — Київ : Аграрна освіта, 2012. — 416 с.

- Ткаченко А. Оборудование и технология сушки семян подсолнечника высших репродукций : монография / А. Ткаченко, В. Дидур. — [б. м.] : Lap Lambert Academic Publishing, 2014. — 160 с.

- Foundation of operating practices of seed meal moisture and heat treatment on oil extraction from castor beans / A. Chebanov, V. Didur, A. Aseev, V. Didur // Journal of agriculture and environment = [Сільське господарство та навколишнє середовище] / Tavria state agrotechnological universit. — Melitopol, 2017. — Vol. 1, № 1.

- Modeling of the process of oilseed meat cooking in a multi-vat cooker during processing of oil raw materials = Моделювання процесу жаріння м'ятки в багаточанній жаровні при переробці олійної сировини / V. Didur и др. // Восточно-Европейский журнал передовых технологий : науч. журнал / Украинская государственная академия железнодорожного транспорта. — Харьков, 2017. — Т. 3, № 8. — С. 46-54. [Архівовано 13 липня 2018 у Wayback Machine.]

- Математическая модель процесса подготовки масличного сырья в многочанной жаровне / В. Дидур и др. // MOTROL. Commission of motorszation and energetycs in agriculture. — Lublin, 2016. — Vol. 18, № 1. — С. 29-36. [Архівовано 13 липня 2018 у Wayback Machine.]

- Дідур В. А.  Метод аналізу ієрархій у визначенні пріоритетних напрямів інтенсифікації землеробства [Электронный ресурс] / В. А. Дідур, І. М. Грицаєнко, Г. І. Грицаєнко. – Електрон. текстові дані  : [б. и.] on-line // Науковий вісник Таврійського державного агротехнологічного університету: електронне наукове фахове видання   / ТДАТУ; ред. В. Т. Діордієв. – Мелітополь, 2016. – Вип. 6, т. 1. – С. 22-34.

- Дідур В. А. Методика проектування електротехнологічного комплексу очищення рослинних олій / В. А. Дідур, І. П. Назаренко, В. В. Дідур // Праці Таврійського державного агротехнологічного університету : наукове фахове видання / ТДАТУ. — Мелітополь, 2016. — Вип. 16, т. 2 : Технічні науки. — С. 224—229.

- Моделирование гидродинамических процессов в многочанной жаровне при жарении мятки клещевины / В. А. Дидур та ін. // Науковий вісник Національного університету біоресурсів і природокористування України / НУБіП; відп. ред. Д. О. Мельничук. — Київ, 2017. — Вип. 262. — С. 11-26. — (Техніка та енергетика АПК). [Архівовано 13 липня 2018 у Wayback Machine.]

- Дідур В. А. Надежность мобильной сельскохозяйственной техники при использовании биологических топливо-смазочных материалов / В. А. Дідур, Д. П. Журавель // Науковий вісник Національного університету біоресурсів і природокористування України / НУБіП; відп. ред. Д. О. Мельничук. — Київ, 2016. — № 251. — С. 69-78. — (Техніка та енергетика АПК). [Архівовано 13 липня 2018 у Wayback Machine.]

- Дідур В. А. Спосіб пневматичної діагностики гідророзподільників на герметчність / В. А. Дідур, О. І. Мушкевич, В. В. Паніна // Науковий вісник Національного університету біоресурсів і природокористування України / НУБіП ; відп. ред. Д. О. Мельничук. — Київ, 2016. — № 251. — С. 85-91. — (Техніка та енергетика АПК). [Архівовано 13 липня 2018 у Wayback Machine.]

- Дідур В. А. Сучасна енергетика : стан, проблеми, перспективи розвитку / В. А. Дідур, О. В. Лисенко, С. В. Адамова // Праці Таврійського державного агротехнологічного університету : наукове фахове видання / ТДАТУ. — Мелітополь, 2016. — Вип. 16, т. 2 : Технічні науки. — С. 113—119 [Архівовано 13 липня 2018 у Wayback Machine.].

- Дідур В. А. Термодинамічні характеристки елементів насіння соняшнику / В. А. Дідур, А. В. Ткаченко // Науковий вісник Національного університету біоресурсів і природокористування України / НУБіП; відп. ред. Д. О. Мельничук. — Київ, 2016. — № 251. — С. 2. — (Техніка та енергетика АПК).

Хронологічний період авторських публікацій з 1967 до 2013 року включно охоплює бібліографічний покажчик:
- Володимир Аксентійович Дідур : бібліографічний покажчик основ. публ. з 1966 року / Таврійський державний агротехнологічний ун-т; наукова бібліотека; укладач Н. М. Семенюк. — Мелітополь, 2013. — 44 с. — («Біобібліографістика провідних вчених ТДАТУ»)